# Felix Smeets (voetballer)
Felix Smeets (Den Haag, 29 april 1904 – Delft, 14 maart 1961) was een Nederlands voetballer die als aanvaller speelde.
Smeets speelde 124 wedstrijden voor HBS waarin hij 76 doelpunten maakte. Tussen 1927 en 1929 speelde hij 14 keer voor het Nederlands voetbalelftal en maakte daarbij zeven doelpunten. Met Nederland nam hij deel aan de Olympische Zomerspelen in 1928 in Amsterdam. Smeets huwde in 1930 en vertrok dat jaar naar Nederlands-Indië. Daar speelde hij in de stedencompetitie en voor THOR uit Soerabaja. In oktober 1935 keerde hij terug naar Nederland en speelde nog kort voor HBS. In 1936 ging hij weer naar Mojokerto in Indië en zou tot 1938 voor THOR uitkomen. Tijdens de Tweede Wereldoorlog zat hij gescheiden van zijn gezin in een Jappenkamp waar hij als ziekenverzorger werkte. In 1946 keerde het weer herenigde gezin terug naar Nederland. Smeets was werkzaam voor de Koninklijke Nederlandsche Gist- en Spiritusfabriek in Delft en werd in 1953 benoemd tot erelid van HBS.